# Yuk Young-soo
Yuk Young-soo, née le 23 septembre 1925 dans le district de Okcheon, et tuée par arme à feu le 15 août 1974 à Séoul, est la femme du troisième président sud-coréen Park Chung-hee, ainsi que la mère de la onzième présidente sud-coréenne, Park Geun-hye, première femme à obtenir la présidence de ce pays.

## Jeunesse
Yuk Young-soo est née le 23 septembre 1925 dans le district de Okcheon, dans le Chungcheong du Nord durant l'occupation japonaise de la Corée. Elle est la cadette de trois filles d'un riche propriétaire terrien. Elle obtient un diplôme de l'école pour femme Baehwa. Après des études à l'étranger au lycée de filles Bae Hwa à Séoul, elle travaille comme professeure d'économie domestique à l'école professionnelle publique de filles d'Okcheon, pendant un an et trois mois, à partir de l'âge de 20 ans.

## En tant que Première dame
Elle rencontre son mari, le lieutenant-colonel Park Chung-hee, en août 1950, grâce à un ami commun, et l'épouse le 12 décembre de la même année à Daegu, au moment où éclate la guerre de Corée. Malgré le soutien de sa mère, son père s'oppose à ce mariage, ce qui ne la dissuade pas.
Alors que son mari est chargé d'organiser les services du renseignement militaire, elle exprime son souhait de faire sa part en tant que « femme d'un révolutionnaire ». Elle s'engage dans la Croix-Rouge et dans des associations familiales, dont une association d'accompagnement d'enfants atteints d'autisme. Elle est également proche du peuple et des défavorisés, visitant des malades atteints de la lèpre par exemple.  
Quand son mari devient président de Corée du Sud en 1962, elle n'hésite pas à l'influencer en traitant les plus petites plaintes civiles et en lui transmettant des pétitions, ou notamment en 1963, à grande échelle, quand elle invite l'ambassadeur américain Samuel D. Berger (en) à la Maison-Bleue, pour dénouer des tensions avec ce diplomate. Son mari plaisantait régulièrement à ce sujet, allant jusqu'à la considérer comme « le premier parti d'opposition ».
En 1969, elle crée une fondation privée ayant pour but d'améliorer le bien-être des enfants sud-coréens.

## Assassinat
Le 15 août 1974, lors d'une cérémonie organisée en l'honneur de la journée nationale de la libération de Corée ayant lieu à Séoul, elle est assassinée par Mun Se-gwang, un zainichi et partisan des idées du régime nord coréen,, alors que ce dernier visait Park Chung-hee,. 
L'assaillant avait pour projet d'abattre le président sud coréen, mais étant mal placé dans la foule, il se rapproche, se tirant une balle dans la jambe avec son Smith & Wesson Model 36 par mégarde en se frayant un chemin vers le podium. Ayant ainsi alerté la sécurité, il court alors dans l'allée, ouvrant le feu de manière peu précise. Sa quatrième balle touche alors la Première dame à la tête, la blessant gravement. Immédiatement après l'arrestation de Mun, Park finit son discours, avant de ramasser le sac à main et les chaussures de sa femme et de quitter la scène, se dirigeant à l'hôpital.  
Pendant ce temps, Yuk Young-soo est alors transportée à l'hôpital de Séoul en urgence, où elle se fit opérer pendant près de cinq heures, mais elle décède néanmoins de ses blessures, la balle étant restée logé dans l'hémisphère droit de son cerveau.

## Postérité

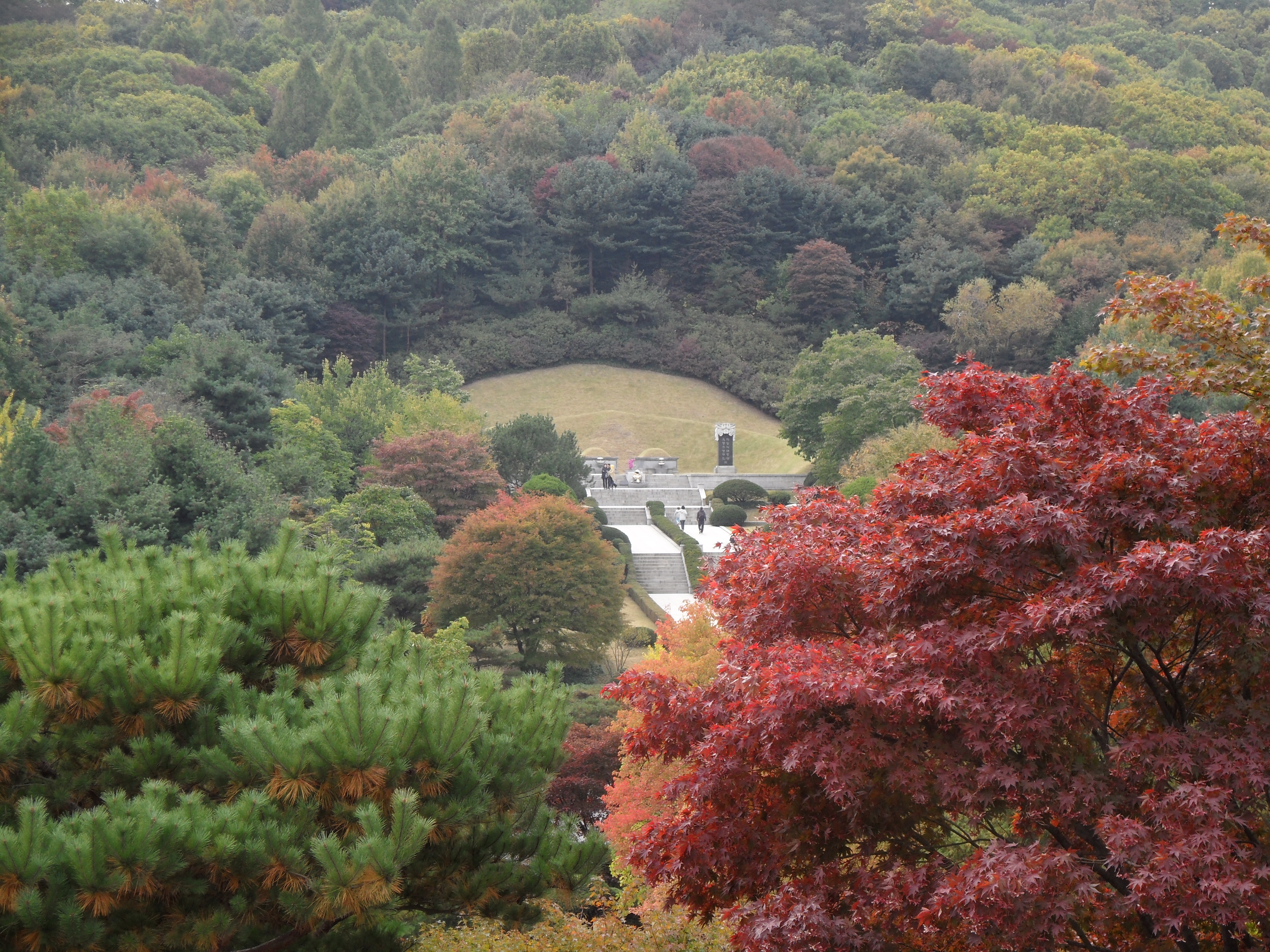
Tombe de Park Chung-hee et de son épouse Yuk Young-soo au cimetière national de Séoul.

Elle bénéficie d'obsèques nationales le 19 août 1974. Elle est enterrée au cimetière national de Séoul, aux côtés de son mari, assassiné lui cinq ans plus tard. Ce dernier à d'ailleurs écrit un poème à la mort de sa femme, poème qui figure sur son épitaphe. 
Sa fille Park Geun-hye devient alors la Première dame de Corée du Sud, rentrant en urgence de ses études en France à l'université Joseph-Fourier,,. Elle occupe ce poste pendant cinq ans, jusqu'à l'assassinat de son père en 1979. 
Elle reste aux yeux du peuple sud coréen la Première dame la plus appréciée, renvoyant une image de femme calme, sage et tempérée. Pour les célébrations de son 42e anniversaire de mort, un concert est organisé à Séoul.

## Vie personnelle
Elle et son mari ont trois enfants, dont Park Geun-hye, qui devient la première présidente de la Corée du Sud, destituée en 2017, et actuellement emprisonnée au centre pénitentiaire de Séoul. Sa deuxième fille, Park Geun-ryeong, reprend la tête de la fondation créée par sa mère en 1990, après que sa sœur aînée en a été écartée.  
Elle était une fervente bouddhiste.

## Galerie

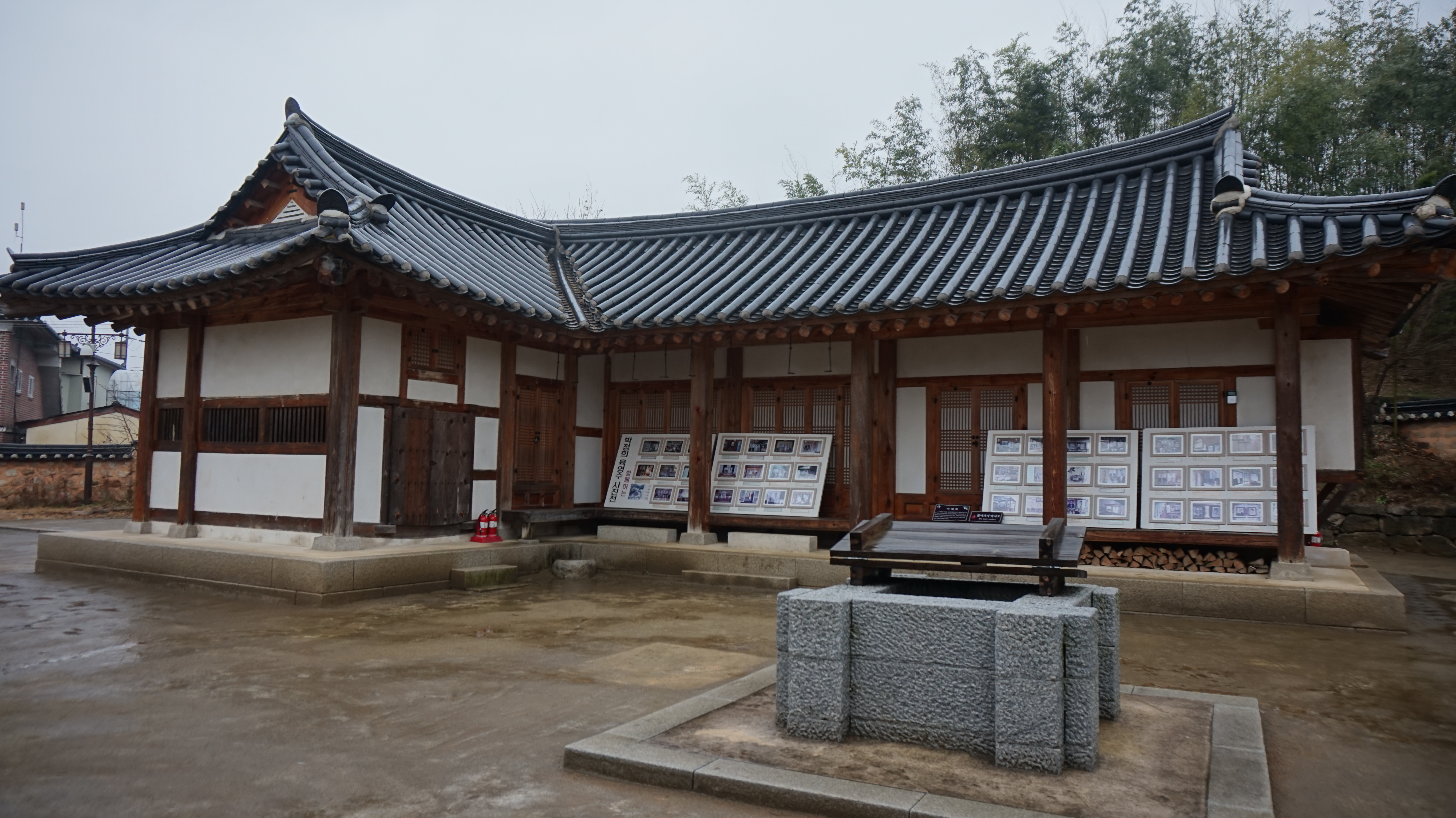
Lieu de naissance de Yuk Young-soo, dans le district de Okcheon.
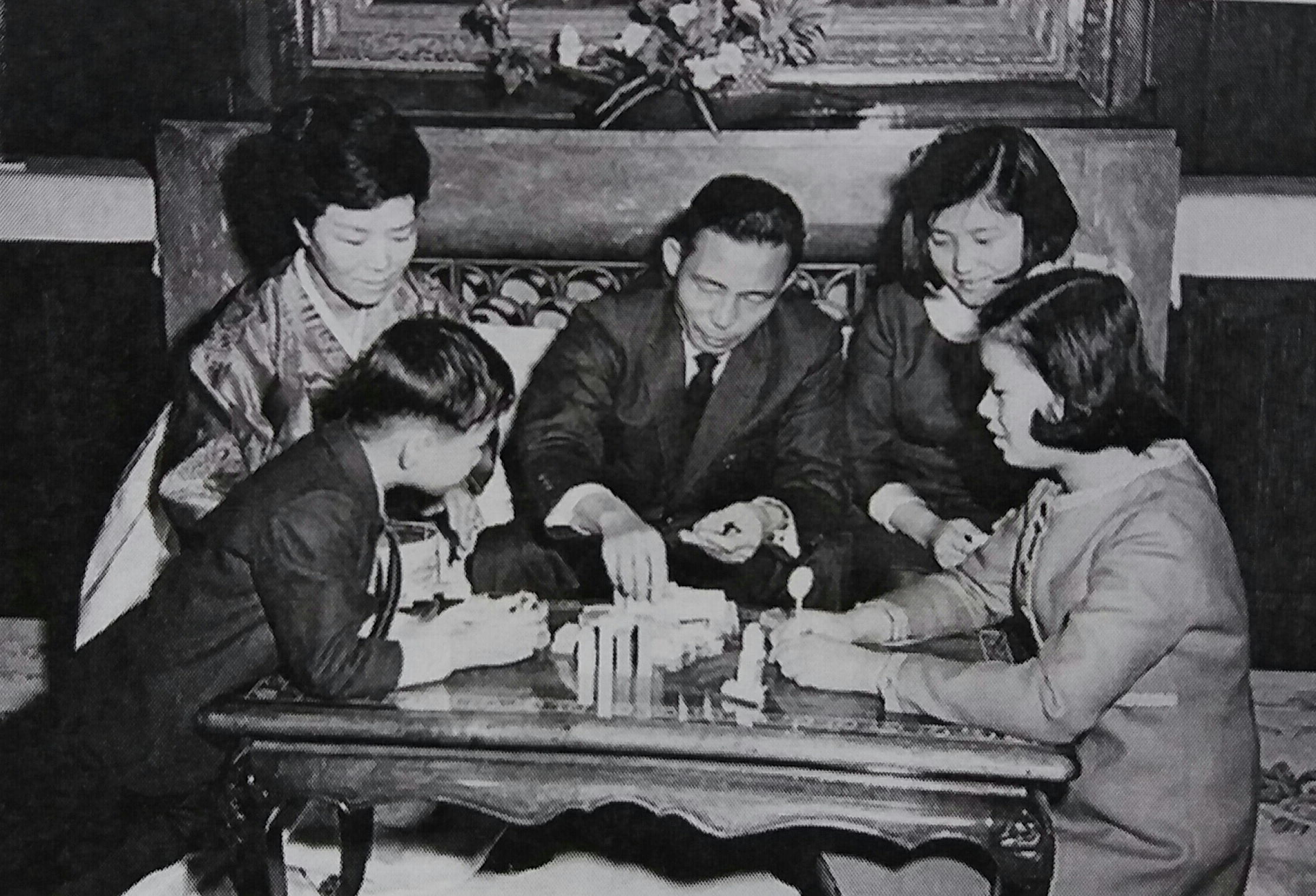
Yuk Young-soo, Park Chung-hee, et leurs enfants, dont Park Geun-hye.
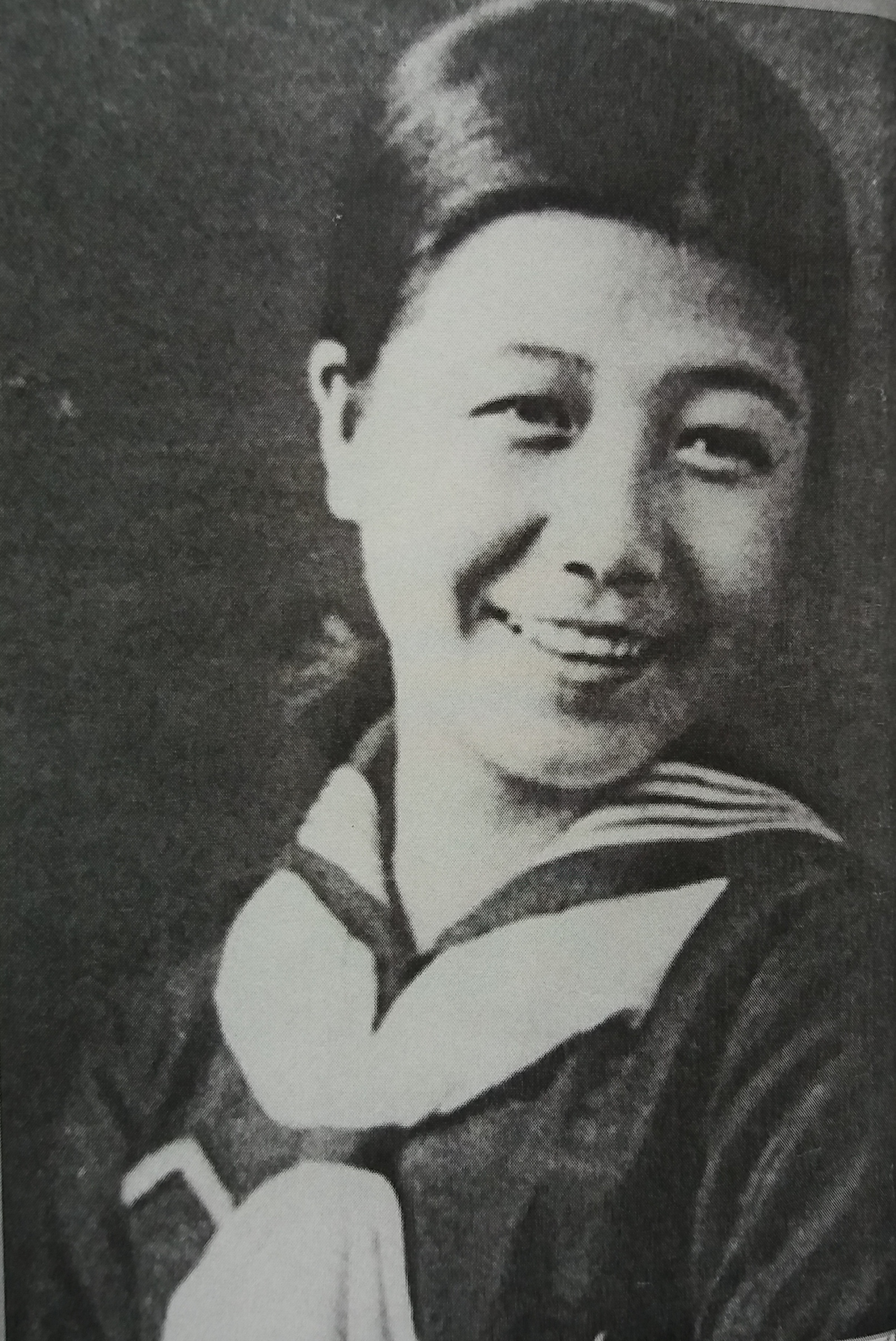
Portrait de Yuk Young-soo jeune.
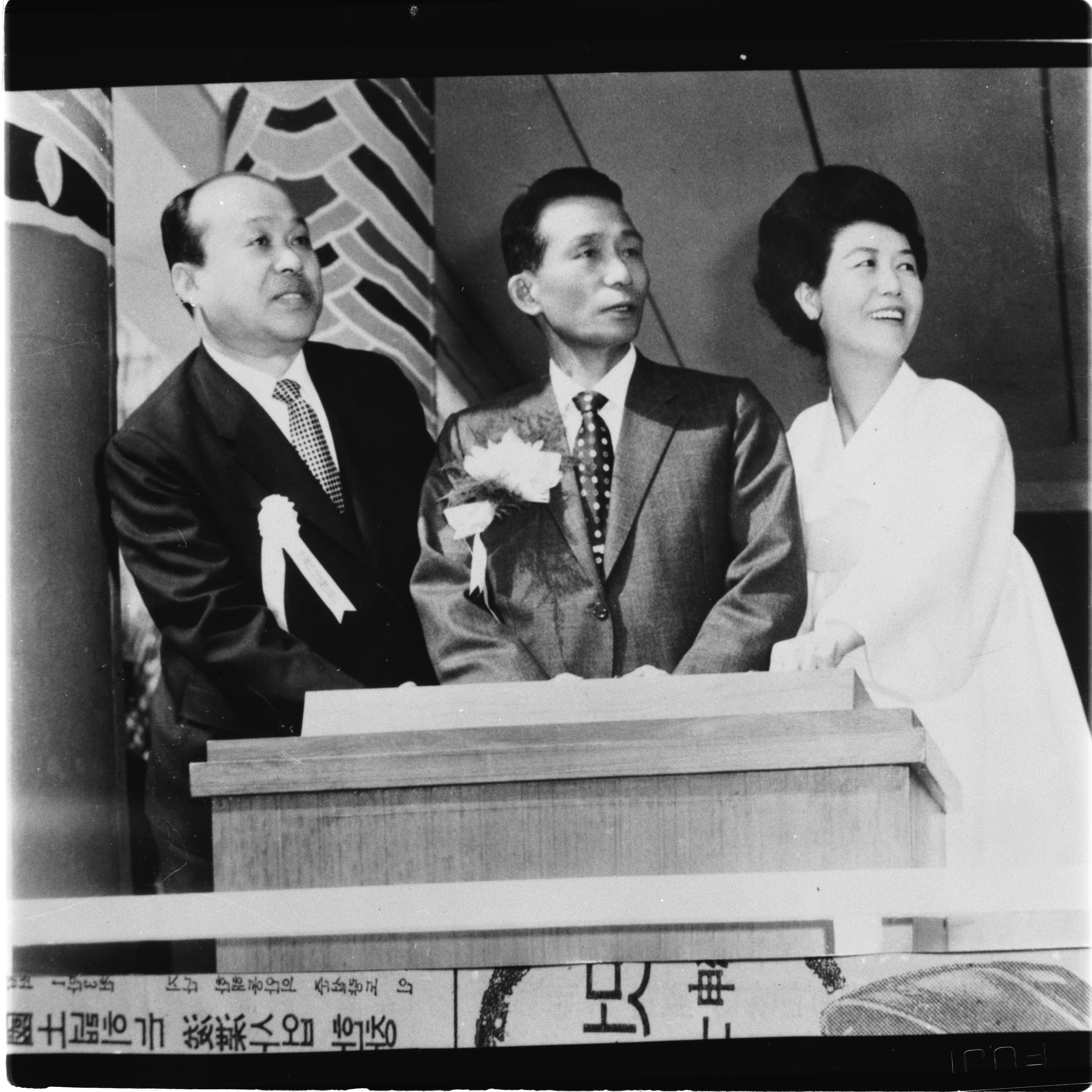
Yuk Young-soo (à droite) inaugurant le chantier du métro de Séoul le 12 avril 1971.